# Tige Andrews
Tige Andrews (* 19. März 1920 in Brooklyn, New York; † 27. Januar 2007 in Encino, Kalifornien) war ein US-amerikanischer Schauspieler mit syrisch-libanesischen Wurzeln.

## Leben
Andrews wurde als Tiger D. Androwas als eines von zehn Kindern von Selma Shaleesh (سيلما شاليش) und George E. Androwas (جورج اندروز) in Brooklyn im US-Bundesstaat New York geboren. Die Eltern waren aus dem heutigen Syrien und Libanon eingewandert. Nach syrischem Brauch wurde Andrews nach einem starken Tier benannt: in seinem Fall der Tiger, der für Gesundheit steht. Seine Mutter starb, als er drei Jahre alt war; sein Vater heiratete später erneut. Andrews zog mit der Familie nach Middlesex, New Jersey, wo er die Bound Brook High School besuchte und für seinen Vater arbeitete, der einen Obststand hatte. Andrews besuchte nach der High School auch eine Zeit lang Kurse an der medizinischen Fakultät der Universität Beirut.
Während des Zweiten Weltkriegs diente Andrews in der United States Army in der 45. Infanteriedivision und erreichte den Rang eines Unterleutnants (Second Lieutenant). Er wurde 1944 wegen Verletzungen, die er in Sizilien erlitten hatte, aus dem Militärdienst entlassen und heiratete im selben Jahr, am 4. Juli, Josephine Bernice Phillips in erster Ehe. Die Ehe wurde am 24. Oktober 1946 wieder geschieden.
Nach seiner Rückkehr studierte er Schauspiel an der American Academy of Dramatic Arts (AADA) in New York, die er 1946 abschloss.
Am 18. Dezember 1950 heiratete er Norma Nadine Thornton, eine Ballerina, die regelmäßig in der Ed Sullivan Show auftrat und in dem Broadway-Stück Blondinen bevorzugt mitspielte; einige Quellen geben auch den 19. Dezember 1950 als das Datum der Heirat an. Sie hatten sechs Kinder, drei Jungen und drei Mädchen: Barbara, Gina, Julie, John, Steve und Tony sowie elf Enkelkinder. Norma Thornton Andrews verstarb am 29. Juni 1996.
Andrews starb 2007 im Alter von 86 Jahren an den Folgen eines Herzstillstands in seinem Haus in Encino im San Fernando Valley. Er fand seine letzte Ruhe auf dem Westwood Village Memorial Park Cemetery.

## Karriere
Andrews begann seine Karriere auf der Bühne. 1948 war er Teil der Originalbesetzung der Kriegskomödie Mister Roberts von Thomas Heggen und Joshua Logan, in der er die Rollen von Schlemmer und Insigna am Broadway spielte. Regisseur John Ford sah Mister Roberts während eines Besuchs in New York City und erinnerte sich Jahre später an Andrews und besetzte ihn für die Verfilmung des Stücks, die im deutschen Sprachraum unter dem Titel Keine Zeit für Heldentum in die Kinos kam. Andrews und Henry Fonda waren die einzigen Mitglieder der Broadway-Besetzung, die auch im Film auftraten. Auch in Fords Film Dem Adler gleich war er später zu sehen, somit hatte Ford einen entscheidenden Einfluss auf Andrews spätere Karriere.
Im Jahr 1954 änderte er seinen Vornamen in den Künstlernamen „Tige“.
Zurück in New York zurück spielte er am Broadway in Stockade und erlangte große Anerkennung als der „Straßensänger“ in der Neuinszenierung von Marc Blitzsteins Übersetzung des Brecht-Weill-Musicals Die Dreigroschenoper, die viele Jahre erfolgreich abseits des Broadway lief. Ein Teil der Besetzung waren die deutsche Schauspielerin Lotte Lenya sowie zahlreiche spätere Stars, darunter Beatrice Arthur, Jo Sullivan, John Astin, Jerry Orbach, Ed Asner und Jerry Stiller. Andrews wiederholte seine Rolle in Vorstellungen in San Francisco und Los Angeles; später führte er selbst Regie in Arizona.
Von 1955 bis 1957 war er – noch unter seinem ursprünglichen Namen Tiger Andrews – Ensemblemitglied der Phil Silvers Show. In den 1960er-Jahren war er regelmäßig in Fernsehserien wie U.S. Marshal, The Lawless Years, Mr. Novak, Dundee and the Culhane, Big Valley, Auf der Flucht, Rauchende Colts und Gomer Pyle, U.S.M.C. zu sehen. In der Folge Im Namen des jungen Tiru der Science-Fiction-Serie Raumschiff Enterprise spielte er den Klingonen Kras.
Andrews war eines der Gründungsmitglieder der Covenant Players International Repertory Theater Company, einer Theatergruppe, die sich am 29. September 1963 in Los Angeles gründete.
Seine bekanntesten Rollen vor der Kamera waren die des Leutnant Johnny Russo in Kein Fall für FBI und die von Captain Adam Greer in The Mod Squad, von denen ausgewählte Folgen in Deutschland unter dem Titel Twen-Police ausgestrahlt wurden. Für Letztere erhielt er sowohl eine Nominierung für den Emmy als auch für den Golden Globe Award. 1979 erschien der Fernsehfilm The Return Of Mod Squad, wo er letztmalig Captain Greer an der Seite seiner ehemaligen Serienkollegen verkörperte. Nach dem Ende von Twen-Police, für die er das Drehbuch zur Folge Love verfasst hatte, hatte Andrews weiterhin Gastrollen in verschiedenen Fernsehserien, darunter Dr. med. Marcus Welby, Police Story und CHiPs. Mit Telly Savalas verband ihn eine lebenslange Freundschaft und er war mit ihm in mehreren Folgen von Kojak – Einsatz in Manhattan zu sehen.
Seine Filmkarriere umfasste Rollen in Onionhead (1958), Das gibt’s nur in Amerika (1959), In Enemy Country (1968), Der letzte Tycoon (1976) und …die keine Gnade kennen (1977) als Schimon Peres. 1990 zog er sich von der Schauspielerei zurück, nachdem er in über hundert Rollen auf der Bühne, im Film und im Fernsehen zu sehen war. Seinen letzten Auftritt vor der Kamera hatte er in einer Folge der Fernseh-Krimiserie Mord ist ihr Hobby. Im deutschen Sprachraum wurde Andrews unter anderem von Friedrich W. Bauschulte, Friedrich Georg Beckhaus, Heinz Theo Branding, Hans Walter Clasen, Frank Engelhardt, Michael Gahr, Norbert Gastell, Martin Hirthe, Benno Hoffmann, Wolfgang Hess, Helmut Krauss, Klaus Miedel, Hans Nitschke, Edgar Ott, Bruno W. Pantel, Thomas Petruo, Günter Pfitzmann, Eberhard Prüter, Walter Reichelt, Helmut Schellhardt, Wolfram Schaerf, Klaus Sonnenschein, Achim Strietzel, Hans Teuscher und Andreas Thieck synchronisiert.
Neben seiner Schauspielkarriere war Andrews auch ein talentierter Maler und Sänger. Seine Kunstwerke wurden in Kunstgalerien in Los Angeles ausgestellt und einige sind im Buch Actors As Artists von Jim McMullan und Dick Gautier enthalten. Anfang der 1970er-Jahre arbeitete er mit Sandy Matlowsky und Sid Kuller an zwei Liedern für sein Musiklabel Tiger Records. The Modfather und Keep America Beautiful wurden später als Single auf Vinyl veröffentlicht.

## Nominierungen
- 1970: Nominierung für den Primetime Emmy Award in der Kategorie „Outstanding Performance by an Actor in a Supporting Role in Drama“ für die Darstellung von Adam Greer in Twen-Police.
- 1971: Nominierung für den Golden Globe in der Kategorie „Best Supporting Actor – Television“ für die Darstellung von Adam Greer in Twen-Police.

## Filmografie (Auswahl)
- 1951: Kraft Television Theatre (Fernsehserie)
- 1952: The Hunter (Fernsehserie)
- 1953: The Plainclothesman (Fernsehserie)
- 1953: ABC Album (Fernsehserie)
- 1952–1953: Armstrong Circle Theatre (Fernsehserie)
- 1954: Inner Sanctum (Fernsehserie)
- 1953–1954: Suspense (Fernsehserie)
- 1951–1954: Inside Detective (Fernsehserie)
- 1955: Keine Zeit für Heldentum
- 1955–1956: The Phil Silvers Show (Fernsehserie)
- 1957: Dem Adler gleich
- 1957: Land ohne Männer
- 1958: China Doll
- 1958: The Walter Winchell File (Fernsehserie)
- 1958: Imitation General
- 1958: Der Zwiebelkopf
- 1958: Steve Canyon (Fernsehserie)
- 1958–1960: U.S. Marshal (Fernsehserie)
- 1958–1959: Playhouse 90 (Fernsehserie)
- 1959: Zorro (Fernsehserie)
- 1959: The Lawless Years (Fernsehserie)
- 1959: Das gibt’s nur in Amerika
- 1959: Grand Jury (Fernsehserie)
- 1959–1962: Kein Fall für FBI (Fernsehserie)
- 1961: The Best of the Post (Fernsehserie)
- 1961: Adventures in Paradise (Fernsehserie)
- 1961: Heute Abend, Dick Powell! (Fernsehserie)
- 1962: Alcoa Premiere (Fernsehserie)
- 1962: Ensign O’Toole (Fernsehserie)
- 1963: Sam Benedict (Fernsehserie)
- 1963: Mr. Novak (Fernsehserie)
- 1963: The Warden (Fernsehfilm)
- 1964: Stationsarzt Dr. Kildare (Fernsehserie)
- 1962–1965: Ben Casey (Fernsehserie)
- 1965: Slattery’s People (Fernsehserie)
- 1965: 12 O’Clock High (Fernsehserie)
- 1965: Gomer Pyle: USMC (Fernsehserie)
- 1966: Jericho (Fernsehserie)
- 1966: Wettlauf mit dem Tod (Fernsehserie)
- 1967: Big Valley (Fernsehserie)
- 1967: Auf der Flucht (Fernsehserie)
- 1967: FBI (Fernsehserie)
- 1967: Bob Hope Presents the Chrysler Theatre (Fernsehserie)
- 1967: Dundee und Culhane (Fernsehserie)
- 1967: Raumschiff Enterprise (Fernsehserie)
- 1957–1968: Rauchende Colts (Fernsehserie)
- 1968: In Enemy Country
- 1968: Premiere (Fernsehserie)
- 1968–1973: Twen-Police (Fernsehserie)
- 1973: Dr. med. Marcus Welby (Fernsehserie)
- 1974: Seilbahn in den Tod (Fernsehfilm)
- 1975: The Wide World of Mystery (Fernsehserie)
- 1975: Amy Prentiss (Fernsehserie)
- 1975: Die Küste der Ganoven (Fernsehserie)
- 1974–1975: Police Story – Immer im Einsatz (Fernsehserie)
- 1975: Make-Up und Pistolen (Fernsehserie)
- 1976: Good Heavens (Fernsehserie)
- 1976: Der letzte Tycoon
- 1976: …die keine Gnade kennen
- 1974–1978: Kojak – Einsatz in Manhattan (Fernsehserie)
- 1978: Die liebestollen Stewardessen (Fernsehserie)
- 1979: The Return of Mod Squad (Fernsehfilm)
- 1980: Vegas (Fernsehserie)
- 1978–1981: CHiPs (Fernsehserie)
- 1982: Quincy (Fernsehserie)
- 1982: Detektei mit Hexerei (Fernsehserie)
- 1982: Seven Brides for Seven Brothers (Fernsehserie)
- 1984: Hawaiian Heat (Fernsehserie)
- 1985: Street Hawk (Fernsehserie)
- 1985: Hell Town (Fernsehserie)
- 1985: Die Spezialisten unterwegs (Fernsehserie)
- 1987: Sledge Hammer! (Fernsehserie)
- 1990: Gypsy Angels
- 1991: Mord ist ihr Hobby (Fernsehserie)

## Theater (Auswahl)
- 1948–1951: Mister Robert (Alvin Theatre, Broadway, New York City)
- 1954: Stockade (President Theatre, Broadway, New York City)
- 1957: Die Dreigroschenoper (Theatre de Lys, Broadway, New York City)